# سگ‌ماهی ایرانی
Nemachelius persa
خصوصیات کلیدی: D.II۸ A.II۵ V.I۷
طول سر ۲۳٪-۲۱٪ طول استاندارد.چشمها به هم نزدیک بوده و فاصله بین دو چشم۲۷٫۴٪ و (۲۹٪-۲۶٪)طول سر، پوزه کوتاه ساقه دمی بلندو باریک و ارتفاع ساقه دمی (۴۴٪-۵۰٪)۴۷٪طول ساقه دمی؛ اندازه باله مخرجی برابر یا کو تاهتر از باله شکمی است.رنگ بدن متمایل به زرد همراه با لکه‌های قهوه‌ای، ۷-۵ نوار تیره در قسمت انتهای بدن و نوار نا منظم در جلو بدن، ابتدای باله پشتی به نوک پوزه نزدیکتر است.(برخلاف گونه N.angorae)
اندازه:طول کل بدن به طور متوسط ۴۰-۵۰ میلی متر.
زیستگاه:قسمتهای فوقانی و میانی رود خانه‌ها با بستر قلوه سنگی و ماسه‌ای.
غذا:بی مهرگان بستر رودخانه‌ها.
تولید مثل:فصل بهار.
اهمیت اقتصادی: طعمه ماهیان بزرگتر، ارزش زیبایی‌شناسی و نگهداری در آکواریوم دارد.
پراکنش:رودخانه کر و حوضه‌های دریاچه مهارلو و دریاچه ارومیه.